# Peter Schönbach
Peter Schönbach (* 4. Februar 1928; † 24. Oktober 2004 in Bad Homburg vor der Höhe) war ein deutscher Sozialpsychologe.

## Leben
Er studierte in Frankfurt am Main und wurde 1956 an der University of Minnesota zum Doctor of Philosophy (Need, relevance of ideation, force and time estimation) promoviert. Er war ab 1960 Assistent am Institut und ab 1962 Lehrbeauftragter für empirische Sozialforschung in Frankfurt am Main. Nach der Habilitation 1968 wurde er 1969 ordentlicher Professor für Sozialpsychologie in Bochum. 1990 trat er in den Ruhestand.

## Schriften (Auswahl)
- Reaktionen auf die antisemitische Welle im Winter 1959/1960. Frankfurt am Main 1961, OCLC 253385347.
- Sprache und Attitüden. Über den Einfluß der Bezeichnungen „Fremdarbeiter“ und „Gastarbeiter“ auf Einstellungen gegenüber ausländischen Arbeitern. Bern 1970, OCLC 781586442.
- Account episodes. The management or escalation of conflict. Cambridge 1990, ISBN 2-7351-0329-3.

| Personendaten    | Personendaten                                  |
| ---------------- | ---------------------------------------------- |
| NAME             | Schönbach, Peter                               |
| KURZBESCHREIBUNG | deutscher Sozialpsychologe und Hochschullehrer |
| GEBURTSDATUM     | 4. Februar 1928                                |
| STERBEDATUM      | 24. Oktober 2004                               |
| STERBEORT        | Bad Homburg vor der Höhe                       |